# Barbara Hutton
Barbara Hutton (New York, 14 novembre 1912 – New York, 11 maggio 1979) è stata una socialite e ereditiera statunitense.
È conosciuta per la vita dispendiosa che condusse, ma anche per l'attività di filantropia svolta durante la seconda guerra mondiale.
Fu definita dai media the poor little rich girl (la povera piccola ragazza ricca) ed è ricordata per la sua vita travagliata, nonostante il benessere che le derivava dal suo status sociale, contrassegnata da sette matrimoni e altrettanti divorzi, fra cui quello con l'attore cinematografico Cary Grant.
Fecero scalpore le sue stravaganze, specie in fatto di residenze extra-lusso, fra cui il palazzo in stile architettonico giapponese che si fece costruire sul finire degli anni cinquanta su un terreno di centoventimila metri quadrati a Cuernavaca, in Messico, o la lussuosa residenza di Tangeri, in Marocco.

## Biografia
Barbara Hutton era la figlia unica di Edna Woolworth (1883-1918, figlia di Frank Winfield Woolworth, il fondatore della catena di grandi magazzini della F. W. Woolworth Company), e di Franklyn Laws Hutton (1877-1940, cofondatore della E. F. Hutton & Co., società che si occupava di investimenti bancari e di assicurazioni, controllata dal fratello Edward Francis Hutton).
Barbara Hutton era anche nipote acquisita dell'ereditiera Marjorie Merriweather Post, sposata dal 1920 al 1935 con Edward Francis Hutton. In ragione di questa parentela, era cugina dell'attrice-ereditiera Dina Merrill (nata Nedenia Hutton). 
La madre Edna Woolworth morì suicida quando Barbara Hutton aveva sei anni. Fu proprio lei a trovare il corpo senza vita della madre, e la sua vita ne restò segnata. La cugina Dina Merrill, in Biography of the Woolworths, descrive il tempo in cui Barbara Hutton visse con la sua famiglia dopo la morte della madre e l'abbandono da parte del padre: andò a vivere presso diversi parenti, accudita da una governante. Divenne una ragazza introversa con scarsi rapporti con i coetanei. Il suo unico amico e confidente fu il cugino Jimmy Donahue, figlio della sorella di sua madre.
Seguì comunque le regole del bon ton, dettato dalla upper class statunitense, e al ballo delle debuttanti, cui partecipò al compimento del diciottesimo anno di età, erano presenti esponenti delle migliori famiglie, dagli Astor ai Rockefeller. Alla festa intervenne, come entertainer, anche Maurice Chevalier.
Tre anni dopo, al compimento del ventunesimo anno di età, Barbara Hutton entrava in possesso del patrimonio lasciatole in eredità dalla madre, circa cinquanta milioni di dollari (oltre 800 milioni di dollari degli anni duemila), che ne facevano una delle donne più benestanti al mondo.

### I matrimoni
Sebbene sia stata spesso descritta come una fortunata giovane donna che aveva e poteva avere tutto, l'opinione pubblica ha spesso ignorato i problemi psicologici che hanno accompagnato Barbara Hutton lungo la sua vita, spesso derivanti da abusi subiti e talvolta dalle persone a cui fu sposata, che furono:
- il sedicente principe georgiano Alexis Mdivani dal 1933 al 1935
- il conte danese Curt Heinrich Eberhard Erdmann Georg von Haugwitz-Hardenberg-Reventlow dal 1935 al 1938
- l'attore statunitense Cary Grant dal 1942 al 1945
- il principe russo naturalizzato francese Igor Troubetzkoy dal 1947 al 1951
- il diplomatico e pilota automobilistico dominicano Porfirio Rubirosa nel 1953
- il tennista e barone tedesco Gottfried von Cramm dal 1955 al 1959
- Pierre Raymond Doan dal 1964 al 1966

I due primi consorti, Mdivani e Haugwitz-Reventlow (da cui ebbe l'unico figlio, Lance), la sposarono solo per motivi di interesse. Barbara Hutton sarebbe stata sottoposta a violenze domestiche soprattutto da Haugwitz-Reventlow, che l'avrebbe dominata sia psicologicamente che fisicamente, tanto da giungere a picchiarla e a costringerla al ricovero ospedaliero (mentre lui fu incarcerato). Reventlow, originario della Danimarca, nel dicembre 1937 aveva persuaso Barbara Hutton a lasciare la cittadinanza statunitense per acquisire quella danese per opportunità fiscale. Barbara Hutton cadde vittima della droga, sviluppando una grave forma di anoressia nervosa che non l'avrebbe più abbandonata per il resto della vita.
Con l'approssimarsi della seconda guerra mondiale, ottenuto l'affidamento del figlio dopo il divorzio da Reventlow (il bambino sarà affidato alle cure di una governante), Barbara Hutton si stabilì in California, da dove sostenne con donazioni in denaro e con la cessione del proprio yacht le forze libere francesi e la Royal Navy. Prestò il suo nome anche come promotrice della sottoscrizione dei buoni finanziari di guerra (War Bond). Conobbe a Hollywood l'attore Cary Grant, a quel tempo una delle maggiori star del cinema. Sebbene i due si mostrassero innamorati, dopo pochi anni il matrimonio ebbe fine con un divorzio consensuale.
Lasciata la California per Parigi (via Tangeri), Barbara Hutton si legò in matrimonio a Igor Troubetzkoy, espatriato dalla Russia, principe di una certa notorietà. Le nozze furono celebrate nella primavera del 1948 a Zurigo. Il divorzio da Troubetzkoy fece scalpore sulla stampa popolare di tutto il mondo, conducendo Barbara Hutton a un tentativo di suicidio. All'ereditiera venne attribuita l'etichetta di "povera piccola ragazza ricca".
Il successivo matrimonio con Porfirio Rubirosa, uno fra i più noti playboy internazionali, durò solo cinquantatré giorni, mentre migliore fortuna ebbe quello con il barone e tennista Gottfried von Cramm, durato fino al 1959. L'ultimo matrimonio di Barbara Hutton, il settimo, fu con Raymond Doan, conosciuto a Tangeri, cui rimase legata per un paio d'anni.
Barbara Hutton, che spesso appariva in condizioni di alterazione dovuta a ubriachezza, nel corso degli anni collezionò innumerevoli articoli di gioielleria, fra cui alcuni pezzi appartenuti un tempo a Maria Antonietta e all'imperatrice di Francia Eugenia de Montijo. Al pari dell'attrice Grace Kelly era un'appassionata dei monili della tradizione orafa veneziana chiamati moretti veneziani.

### Ultimi anni
Nel 1972 la morte del figlio in un incidente aereo gettò Barbara Hutton in un estremo stato di sconforto. La sua fortuna economica era al tramonto, in parte per le sue dissennate elargizioni a beneficio di amicizie fuggevoli e in parte a causa di investimenti suggeriti dal suo legale di fiducia di lunga data, Graham Mattison, rivelatisi poi errati, ma l'ereditiera non volle mai cambiare il suo stile di vita.
Trascorse gli ultimi anni al Regent Beverly Wilshire Hotel e morì in una delle sue suite per infarto al miocardio nel maggio 1979 all'età di sessantasei anni. Alla sua morte del suo patrimonio non erano rimasti che 4.000 dollari.
Barbara Hutton è sepolta nel mausoleo della famiglia Woolworth al Woodlawn Cemetery del Bronx, a New York.

## Filmografia
Nel 1987, dalla biografia di Heymann, è stata tratta la miniserie televisiva in sei puntate Una povera ragazza ricca – La storia di Barbara Hutton (Poor Little Rich Girl: The Barbara Hutton Story), con Farrah Fawcett nel ruolo della protagonista. La sua interpretazione valse alla Fawcett una nomination al Golden Globe come migliore attrice in una miniserie.
Barbara Hutton compare nel reportage I due Kennedy, realizzato nel 1969 da Gianni Bisiach, e in due documentari della serie Biography: Barbara Hutton e The Woolworths - Five and Dime Fortune and Failure.